# Kim Ji-soo (skeletonista)
Kim Ji-soo (22 luglio 1994) è uno skeletonista sudcoreano.

## Biografia
Iniziò a gareggiare nel 2014 per la squadra nazionale sudcoreana partecipando per le prime tre stagioni ai circuiti minori della Coppa Nordamericana e della Coppa Intercontinentale e in quest'ultima competizione giunse terzo in classifica generale al termine della stagione 2018/19.
Debuttò in Coppa del Mondo il 3 febbraio 2017 a Innsbruck, nella penultima tappa della stagione 2016/17, dove fu ventiquattresimo nella gara del singolo; detiene quale miglior risultato di tappa il quinto posto, ottenuto il 17 gennaio 2020 sempre a Innsbruck, mentre in classifica generale ha raggiunto quale miglior piazzamento la nona posizione nel 2019/20.
Ha rappresentato la Corea del Sud ai Giochi olimpici di Pyeongchang 2018, terminando al sesto posto nel singolo.

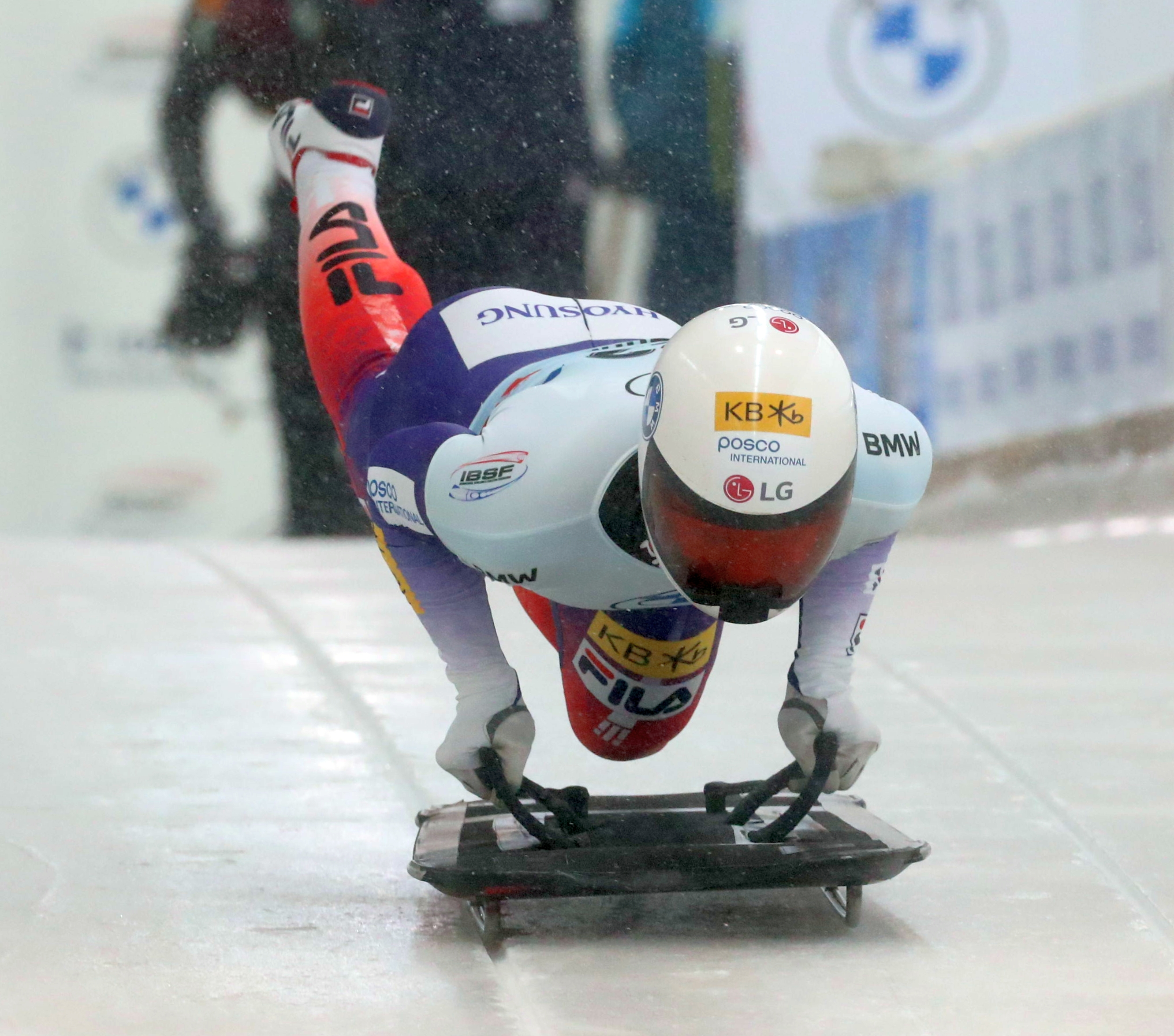
Kim Ji-soo in gara ai campionati mondiali di Altenberg 2021

Ha inoltre preso parte a tre edizioni dei campionati mondiali. Nel dettaglio i suoi risultati nelle prove iridate sono stati, nel singolo: quattordicesimo a Whistler 2019, dodicesimo ad Altenberg 2020 e ventiquattresimo ad Altenberg 2021.

## Palmarès

### Coppa del Mondo
- Miglior piazzamento in classifica generale nel singolo: 9º nel 2019/20.

### Circuiti minori

#### Coppa Intercontinentale
- Miglior piazzamento in classifica generale nel singolo: 3º nel 2018/19.
- 1 podio (nel singolo):
  - 1 terzo posto.

#### Coppa Nordamericana
- Miglior piazzamento in classifica generale nel singolo: 4º nel 2015/16.
- 4 podi (tutti nel singolo):
  - 1 vittoria;
  - 1 secondo posto;
  - 2 terzi posti.